# Song Jia
Jia Song (宋佳), también conocida como Xiao Jia Song (小 宋佳) (Harbin, Heilongjiang, 13 de noviembre de 1980), es una actriz y cantante china. 

## Biografía
Estudió en la escuela secundaria afiliada al Conservatorio de Música de Shen Yang (SYCM), y en la Academia de Teatro de Shanghái.

## Carrera
Su etiqueta musical es Orange Sky Entertainment Group (Internacional) Holdings Ltd.

## Filmografía

### Películas
- 2002: Double Dating(Comedy)---Shan Shan
- 2003: Midnight Ghosts(Horror film)
- 2004: The Game of Killing (Horror film)---Li Jia
- 2006: Big Movie (Comedy)---Guest appearance
- 2006: Curiosity kills the cat(thriller)--Sharon Liang
- 2007: Call for Love (comic romance)---Yan Yan Luo
- 2007: Help(thriller/crime)--Yan Jiang
- 2007: The War of the Red Cliff---Li Ji
- 2008: Desires of the heart(comic romance)--Cong Lin
- 2009: On His Majesty's Secret Servic(Comedy)--Princess Rainbow
- 2009: Once upon a time in Tibet(drama)---the Tibetan girl
- 2009: Energy Behind the Heart(drama/science fiction)----Guest appearance
- 2010: Paradise Island(Comic romance)---Li Fan
- 2011: Bian Di Lang Yan (action)---Yan Liu
- 2017: The Founding of an Army---Soong Ching-ling
- 2019: Big Shots (corto)--- Amante de la Moda
- 2019: My People, My Country---Lü Xiaoran
- 2021: 1921

### Televisión
- 2011:The Cliffs
- 2010: Confucius of The Spring and Autumn Annals.
- 2010:The white wolves
- 2010:Windmills
- 2010:The Shengtianmen Gate
- 2009: Big girl should get married (Da Nv Dang Jia)
- 2009: Tian Di Min Xin as Han Dai
- 2008: Band of Brothers (Zui hou de jiao liang)
- 2008: Memories in China (中国往事) as Zheng Yu Nan
- 2008: Red Sun (红日) as Li Qing
- 2006: Endless love as Xiao Xiao
- 2006: Crashing into the east as Xian Er
- 2005: Sigh of His Highness as Ci An
- 2005: Cloud from my hometown
- 2004: Treacherous Waters(Ni Shui Han) as Fu Wan Qing
- 2003: The Unexpected
- 2003: The Fantastic water babies
- 2002: Yue Huo Yue Jing Cai as Liu Yu
- 2000: Actually Don't Wanna Go

### Programas de variedades
| Año  | Programa          | Notas                         |
| ---- | ----------------- | ----------------------------- |
| 2016 | Happy Camp        | invitada                      |
| 2015 | Hurry Up, Brother | (ep. #2.03, #3.02) - invitada |
| 2014 | Day Day Up        | invitada                      |

## Música

### Discografía
- Neng bu neng xing fu (2008-03-09)

Género:Mandopop
Etiqueta: 13-month.com
Sound tracks:

01. 稻草人 (Dao cao ren/ scarecrow)

02. 大不了是散 (Da bu liao shi san/Separate at the worst)

03. 这个冬天来看你 (Zhe ge dong tian lai kan ni/I'll come to see you this winter)

04. 如果我离开 (Ru guo wo li kai/If I leave)

05. 女人的梦 (Nu ren de meng/Women's dream)

06. 能不能幸福 (Neng bu neng xing fu/ )

07. 滥赌鬼 (Lan du gui/Gambler)

08. 春晓 (Chun xiao/A Spring sunrise)

09. 向阳花 (Xiang yang hua/Sunflowers)
- Canción Jia's Sina Micro blog n' Homepage:
  - http://t.sina.com.cn/songjia
  - https://web.archive.org/web/20111003003459/http://en.chengt.com/star/star-26.html

## Premios y nominaciones
| Año  | Categoría                      | Premio                                       | Trabajo | Resultado |
| ---- | ------------------------------ | -------------------------------------------- | ------- | --------- |
| 2019 | Quality Film Actor of the Year | 2019 Tencent Entertainment White Paper Award | -       | Ganó      |